# جامعة إراسموس روتردام
جامعة إراسموس روتردام (بالهولندية: Erasmus Universiteit Rotterdam) هي جامعة هولندية مقرها مدينة روتردام. سميت بهذا الاسم تيمنًا بالفيلسوف الإنساني واللاهوتي دسيدريوس إراسموس روترداموس، الذي كان من أبناء مدينة روتردام وعاش فيها في القرن الخامس عشر الميلادي.

## كليات الجامعة
تضم الجامعة سبع كليات، وتركز اهتمامها على أربعة مجالات علمية هي:
- الصحة
  - كلية الطب وعلوم الصحة/مركز إراسموس الطبي
  - معهد السياسات والإدارة الصحية
- المال والاقتصاد
  - مدرسة إراسموس للاقتصاد
  - مدرسة روتردام للإدارة بجامعة إراسموس
- الحوكمة
  - مدرسة إراسموس للقانون
  - كلية العلوم الاجتماعية
- الثقافة
  - مدرسة إراسموس للتاريخ والثقافة والاتصال
  - كلية العلوم الاجتماعية
  - كلية الفلسفة

يعد مركز إراسموس الطبي (Erasmus MC) أكبر مركز طبي أكاديمي وأكبر مركز لعلاج الإصابات في هولندا، بينما تعد مدرسة الاقتصاد وإدارة الأعمال، ومدرسة إراسموس للاقتصاد، ومدرسة روتردام للإدارة بجامعة إراسموس من المدارس المرموقة في مجالي الاقتصاد وإدارة الأعمال في أوروبا والعالم، كما تعد مدرسة إراسموس للقانون واحدة من أكبر مدارس القانون في هولندا.

## من مشاهير الأساتذة

### فائزون بجائزة نوبل
- يان تينبرغن: أول من حصل على جائزة نوبل في الاقتصاد (1969).

### سياسيون
- جان بيتر بالكنإنده: رئيس وزراء هولندا الأسبق.

## من مشاهير الخريجين

### سياسيون
- سوباتشاي بانتشباكدي: المدير العام السابق لمنظمة التجارة العالمية (2002 ـ 2005).
- محمد حاتا: أول نائب رئيس ورئيس وزراء لجمهورية إندونيسيا.
- ملس زيناوي: رئيس وزراء إثيوبي راحل.
- يان برونك: وزير هولندي سابق ومبعوث خاص للأمم المتحدة.

## وصلات خارجية
- الموقع الرسمي للجامعة (النسخة الإنجليزية)